# Gian Marco Crespi
Gian Marco Crespi (Údine, Italia, 28 de junio de 2001) es un futbolista italiano que juega de portero en el Caldiero Terme de la Serie C.

## Trayectoria
El 31 de enero de 2020 fichó por el F. C. Crotone y fue cedido de nuevo al A. C. Gozzano hasta el final de la temporada 2019-20.
El 22 de mayo de 2021 debutó en la Serie A con el Crotone contra la ACF Fiorentina.
El 2 de agosto de 2021 se fue cedido al A. C. Renate.
El 26 de agosto de 2021 se incorporó a la U. S. Pistoiese 1921 en calidad de cedido.
El 22 de julio de 2022 fue cedido por el AZ Picerno.
El 24 de enero de 2023 fue cedido a la Juventus Next Gen. En febrero de ese mismo año recibió su primera convocatoria con el primer equipo de la Juventus de Turín para el partido de ida de la eliminatoria de octavos de final de la Liga Europa de la UEFA contra el F. C. Nantes.

## Estadísticas

### Clubes
Actualizado al último partido disputado el 2 de marzo de 2023.
| A. C. Gozzano · Italia                | 3.ª           | 2019-20       | 22 | 26 | 2 | 2 | ― | ― | 24 | 28 |
| A. C. Gozzano · Italia                | Total club    | Total club    | 22 | 26 | 2 | 2 | 0 | 0 | 24 | 28 |
| F. C. Crotone · Italia                | 1.ª           | 2020-21       | 1  | 0  | 0 | 0 | ― | ― | 1  | 0  |
| F. C. Crotone · Italia                | Total club    | Total club    | 1  | 0  | 0 | 0 | 0 | 0 | 1  | 0  |
| A. C. Renate · Italia                 | 1.ª           | 2021-22       | 0  | 0  | 1 | 3 | ― | ― | 1  | 3  |
| A. C. Renate · Italia                 | Total club    | Total club    | 0  | 0  | 1 | 3 | 0 | 0 | 1  | 3  |
| U. S. Pistoiese 1921 · Italia         | 3.ª           | 2021-22       | 16 | 22 | 0 | 0 | ― | ― | 16 | 22 |
| U. S. Pistoiese 1921 · Italia         | Total club    | Total club    | 16 | 22 | 0 | 0 | 0 | 0 | 16 | 22 |
| AZ Picerno · Italia                   | 3.ª           | 2022-23       | 17 | 20 | 0 | 0 | ― | ― | 17 | 20 |
| AZ Picerno · Italia                   | Total club    | Total club    | 17 | 20 | 0 | 0 | 0 | 0 | 17 | 20 |
| Juventus Next Gen · Italia            | 3.ª           | 2022-23       | 4  | 2  | 2 | 3 | ― | ― | 6  | 5  |
| Juventus Next Gen · Italia            | Total club    | Total club    | 4  | 2  | 2 | 3 | 0 | 0 | 6  | 5  |
| Spezia Calcio · Italia                | 2.ª           | 2023-24       | 0  | 0  | 0 | 0 | ― | ― | 0  | 0  |
| Spezia Calcio · Italia                | Total club    | Total club    | 0  | 0  | 0 | 0 | 0 | 0 | 0  | 0  |
| Total carrera                         | Total carrera | Total carrera | 60 | 70 | 5 | 9 | 0 | 0 | 65 | 78 |
| (1) Hace referencia a goles encajados |               |               |    |    |   |   |   |   |    |    |